# Попов, Александр Витальевич
Алекса́ндр Вита́льевич Попо́в (род. 2 апреля 1986, Саратов) — российский музыкальный продюсер и диджей. Пишет музыку в жанре транс. Является резидентом голландского рекорд-лейбла Armada Music. В 2009 и 2010 годах вошёл в топ-20 лучших диск-жокеев России по версии DJ.RU. Гастролирует и выступает на мероприятиях «A State Of Trance», «Трансмиссия» и других. Ведёт авторское еженедельное радиошоу «Interplay» на Радио «Рекорд».

## Жизнь и карьера

### Ранние годы
Родился 2 апреля 1986 года в Саратове. Интерес к музыке проявился в возрасте 6 лет. Александр прошёл 7 лет обучения в детской хоровой школе Саратова по классу фортепиано. Так же он обучался в школе № 67. После школы по настоянию родителей поступил в СГТУ по специальности «Экономика в производстве», но по профессии никогда не работал. В юности начал увлекаться танцевальной музыкой и выступать в местных клубах, а также организовывать первые собственные вечеринки.

### Начало музыкальной карьеры

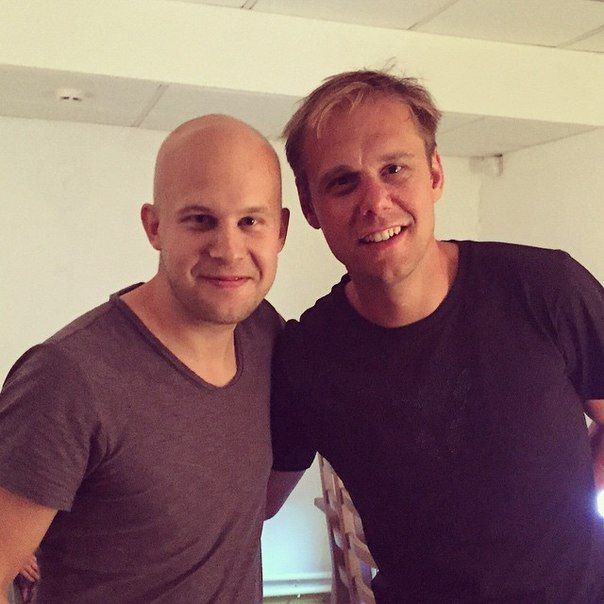
Александр Попов с Армином Ван Бюреном

Александр долгое время экспериментировал с различными жанрами и направлениями, а также писал инструментальные зарисовки на пианино. В 16 лет Александр начал слушать электронную музыку разных жанров — от диско-хауса до драм-н-бейса, но больше всего его привлек Trance. В 17 лет Александр отыграл свой первый сет в клубе Саратова, после чего начал заниматься организацией клубных вечеринок, стал соведущим программы о транс музыке на местной радиостанции.
Начав играть в клубах, Александр постепенно стал осваивать музыкальный софт и программы. Добиться качественного звучания удалось не сразу. Спустя два года упорной работы он создал трек «Vapour Trails». Трек стал первым официально выпущенным синглом Александра. Его подписал Solarstone, и он вышел на английском лейбле «Insatiable Records», вошёл в сборник «Dream Dance» и попал в компиляцию ATB — «The DJ».

### Начало работы c Armada Music
Успешным треком для музыканта стал сингл «Revolution In You», который вышел в 2010 году на лейбле Armind. Трек привлек внимание Армина Ван Бюрена (Armin van Buuren), который предложил Александру сделать ремикс на его трек с альбома «Mirage Архивная копия от 19 августа 2010 на Wayback Machine». Это событие стало одним из ключевых в карьере музыканта.
Сингл «Revolution In You» стал одним из лучших транс треков 2010 года по мнению Армина Ван Бюрена.
В 2012 году Александр получил предложение от лейбла «Armada» на запись альбома, которое принял, а также вошёл в ростер лейбла.

### 2013 год — настоящее время

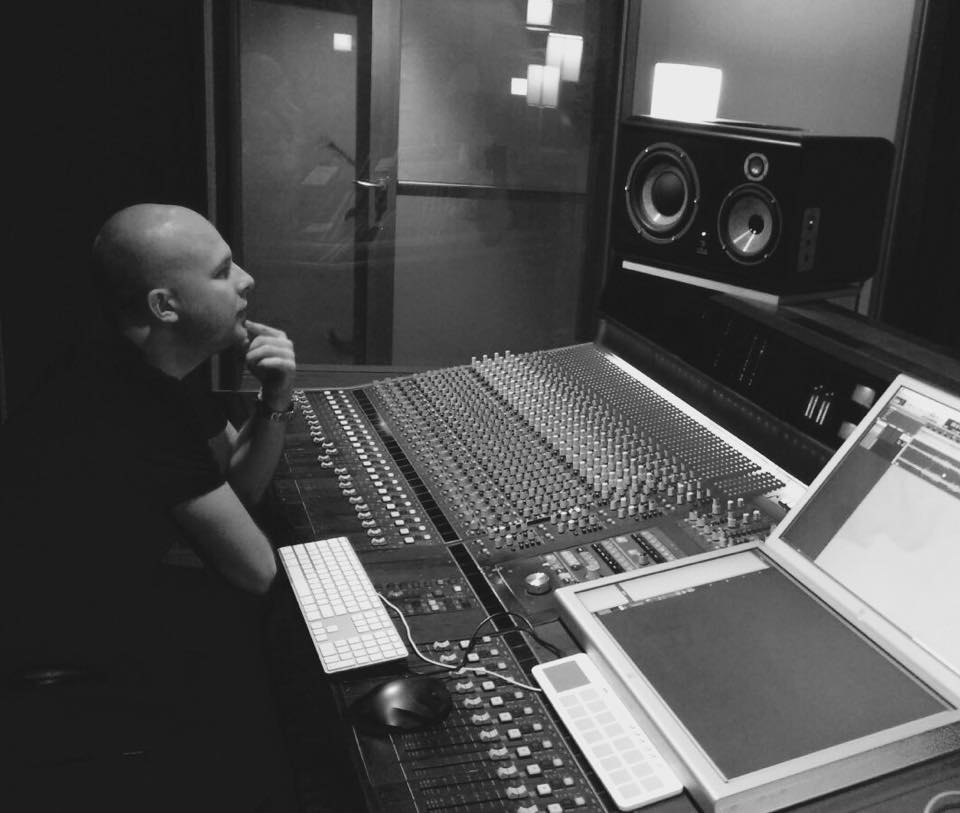
Александр Попов в студии

За 2013—2014 годы артист выпустил три компиляции, снял несколько видеоклипов и выпустил дебютный альбом под названием «Personal Way». За это время Александр успел записать совместные работы с другими диджеями.
Одна из таких работ — «Steal You Away» — трек, созданный с нидерландским проектом Dash Berlin и американским вокалистом Jonathan Mendelsohn, попал в ротацию на MTV UK, и в 2014 году был номинирован на международную премию IDMA в Майами.
Видеоклип к треку «Steal You Away» собрал более трех с половиной миллионов просмотров на Youtube и попал в ротацию MTV.
Синглы «Lost Language», «Moscow Subway Архивная копия от 24 марта 2016 на Wayback Machine» и «Legend» с альбома «Personal Way Архивная копия от 11 марта 2016 на Wayback Machine» в разное время занимали высокие строчки в мировом чарте Beatport.
Композицию «When The Sun Архивная копия от 27 февраля 2016 на Wayback Machine» Александр посвятил своей тогда ещё будущей супруге. Она исполнила главную роль в видеоклипе. Количество просмотров видео превысило 370 тысяч.
За время работы Александр пробовал себя в разных жанрах, но себя нашёл именно в транс музыке. Сотрудничал с Dash Berlin, Cosmic Gate, Andrew Rayel, Leonid Rudenko и другими диджеями и музыкантами.
Композиции «Revolution In You», «When The Sun» (Eximinds Remix) Александра Попова, а также его ремикс на трек Dash Berlin «Like Spinning Plates» вошли в сборник A State Of Trance Year mix 2009—2012 CD box.

### Радиошоу Interplay и выступления
Параллельно с написанием музыки Александр ведет собственное еженедельное радиошоу Interplay на Радио Рекорд. Радиошоу проходит каждое воскресенье в 22:00 по московскому времени.
Помимо написания музыки Александр Попов гастролирует. За время работы он провел большое количество выступлений в разных частях мира на таких площадках как Space, Ushuaia, Privilege, а также принял участие в крупных фестивалях: «ASOT Архивная копия от 29 марта 2022 на Wayback Machine», «Global Gathering Архивная копия от 14 октября 2014 на Wayback Machine», «Electronic Family Архивная копия от 17 марта 2022 на Wayback Machine», «Kazantip», «ADE Архивная копия от 14 декабря 2015 на Wayback Machine».

## Дискография

### Альбомы
Personal Way
| Название композиции                    | Автор                                                   | Длительность |
| -------------------------------------- | ------------------------------------------------------- | ------------ |
| Personal Way                           | Alexander Popov                                         | 6:26         |
| Steal You Away (Alexander Popov Remix) | Alexander Popov & Dash Berlin feat. Jonathan Mendelsohn | 5:11         |
| Legend                                 | Alexander Popov                                         | 6:01         |
| My World                               | Alexander Popov feat. Kyler England                     | 7:08         |
| Moscow Subway                          | Alexander Popov                                         | 5:16         |
| When The Sun                           | Alexander Popov                                         | 5:18         |
| Nature Breath                          | Alexander Popov & Ruben de Ronde                        | 6:03         |
| Lean On Me                             | Alexander Popov & Susana                                | 8:03         |
| Revolution In You                      | Alexander Popov                                         | 7:05         |
| Perfectly                              | Alexander Popov & DJ Feel feat. Jan Johnston            | 6:09         |
| Lost Language                          | Alexander Popov                                         | 6:55         |
| Schopenhauer                           | Alexander Popov & Eximinds                              | 6:30         |
| Simple Things                          | Alexander Popov & LTN                                   | 6:32         |
| Solar Wind                             | Alexander Popov                                         | 6:08         |
| Atom                                   | Alexander Popov                                         | 2:40         |
| The Last He Said                       | Alexander Popov                                         | 4:24         |

Версии
| Название (формат)                                           | Лейбл                                | Страна     | Год выпуска |
| ----------------------------------------------------------- | ------------------------------------ | ---------- | ----------- |
| Personal Way (Extended Versions) (16xFile, MP3, Album, 320) | Armada Digital                       | Нидерланды | 2013        |
| Personal Way (CD, Album)                                    | ООО «ПАРА МЬЮЗИК», Open gate Records | Россия     | 2013        |

### Синглы
| Название композиции     | Автор                         | Лейбл  | Год выпуска |
| ----------------------- | ----------------------------- | ------ | ----------- |
| Eternal Flame / Siberia | Alexander Popov               | Armind | 2014        |
| Mimesis                 | Andrew Rayel, Alexander Popov | Armind | 2015        |
| Born To Love            | Alexander Popov               | Armind | 2015        |

### Компиляции
Alexander Popov & Ruben De Ronde — Have A Nice Trip To KAZANTiP Z21 (2xCD, Comp, Mixed) (2013)

### Миксы
Trance World Volume 16 (2xCD, Mixed) (2012)

### Разное[28]
| Название композиции | Автор                                                                | Лейбл               | Год выпуска |
| ------------------- | -------------------------------------------------------------------- | ------------------- | ----------- |
| Vapour Trails       | Alexander Popov                                                      | Insatiable Records  | 2007        |
| Hypnotize           | Alexander Popov                                                      | Swordtail Records   | 2007        |
| Atlantida           | Alexander Popov Feat. Syntigma                                       | Eternity Recordings | 2008        |
| Awakening           | Alexander Popov                                                      | Vandit Digital      | 2008        |
| Time After Time     | Feel & Alexander Popov Featuring Tiff Lacey                          | Unreleased Digital  | 2009        |
| Everest             | Alexander Popov                                                      | AVA Blue            | 2009        |
| What About Future   | Alexander Popov & Feel                                               | Liquid Recordings   | 2009        |
| Revolution In You   | Alexander Popov                                                      | Armind              | 2010        |
| Metropolis          | Alexander Popov                                                      | AVA Blue            | 2010        |
| Elegia              | Alexander Popov                                                      | Armind              | 2012        |
| Attractive Force    | Alexander Popov                                                      | A State Of Trance   | 2012        |
| My World            | Alexander Popov feat. Kyler England                                  | S107 Recordings     | 2012        |
| When The Sun        | Alexander Popov                                                      | S107 Recordings     | 2012        |
| Steal You Away      | Dash Berlin & Alexander Popov Ft. Jonathan Mendelsohn                | Aropa Records       | 2013        |
| Legend              | Alexander Popov                                                      | Armind              | 2013        |
| Lost Language       | Alexander Popov                                                      | Armind              | 2013        |
| Moscow Subway       | Alexander Popov                                                      | Armind              | 2013        |
| Quantum             | Alexander Popov                                                      | Armind              | 2014        |
| Paradise            | Alexander Popov & LTN Feat. Christina Novelli                        | Armind              | 2015        |
| Olympus             | Alexander Popov                                                      | Armind              | 2015        |
| Multiverse          | Alexander Popov                                                      | Armind              | 2015        |
| My World            | Alexander Popov feat. Kyler England (Sunbrothers & Make One Remix)   | Armada Music        | 2016        |
| World Like This     | Alexander Popov & Jonathan Mendelsohn (Sunbrothers & Make One Remix) | Armind              | 2016        |
| One More Time       | Alexander Popov & Christian Burns                                    | Armind              | 2017        |
| Eyes To Heaven      | Alexander Popov                                                      | Interplay           | 2017        |
| Popcorn             | Armin van Buuren & Alexander Popov                                   | Armada music        | 2018        |

## Награды и номинации

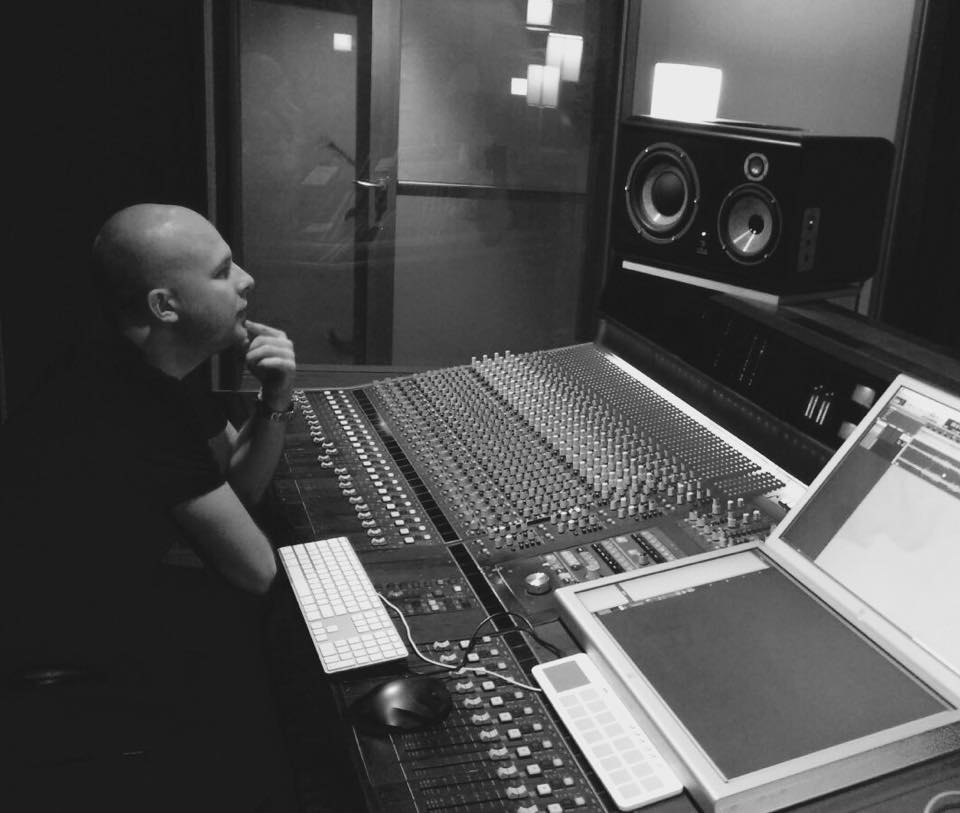
Time studio.

Номинант International Dance Music Awards в 2014 году в категории лучший транс трек: Dash Berlin & Alexander Popov feat. Jonathan Mendelsohn — «Steal You Away»
2008 — #35 TOP100 DJ.RU
2009 — #16 TOP100 DJ.RU
2010 — #19 TOP100 DJ.RU
2013 — #41 TOP100 DJ’s TrancePodium
2014 — #37 TOP100 DJ’s TrancePodium
2015 — #31 TOP100 DJ’s TrancePodium
2015 — #30 TOP100 DJ’s Alfa Future Awards

## Мнения
Как отметил Armin Van Buuren в 618 выпуске «A State of Trance»: «Alexander Popov — absolutely one of my favorite producers at the moment».
Paul Van Dyk сказал о нём: «One of Russia’s fastest growing names in the dance scene», а дважды DJ № 1 России DJ Feel назвал Александра «настоящим профессионалом, одним из лучших в России музыкантов, как по звучанию, так и по идеям».

## Личная жизнь
В 2012 году женился (супруга Елена), в 2013 родился сын Иван.

### Общая информация
- Информация об артисте на радио «Рекорд». Архивировано 6 декабря 2015 года.
- Информация об артисте на Armadamusic. Архивировано из оригинала 1 апреля 2015 года.
- Информация об артисте на Globalclubbing.com. Архивировано из оригинала 15 марта 2016 года.
- Александр Попов в рейтинге Topdeejays.com. Архивировано из оригинала 15 марта 2016 года.

### Интервью
- Alexander Popov — Armada 10 Years. Архивировано 13 апреля 2016 года.
- Interview with Alexander Popov & Protoculture. Архивировано 22 сентября 2016 года.
- Интервью на freakenergy.ru. Архивировано из оригинала 4 марта 2016 года.